# La risurrezione di Lazzaro
La risurrezione di Lazzaro (La resurrecció de Llàtzer) és un oratori compost per Lorenzo Perosi estrenat a La Fenice de Venècia el 28 de juliol de 1898 amb un resultat apoteòsic. Va ser dedicat al director Giuseppe Gallignani.

## Origen i context
La lletra fou extreta de l'Evangeli de Sant Joan, excepte alguns versicles, i amb l'agregació, en canvi, d'alguna coral treta d'altres punts dels llibres sagrats. Perosi posa en escena al mateix Jesucrist, conduït per un narrador entre variables companyies, entre elles dues femenines, Marta i Maria, mentre que el cor fa d'un ésser col·lectiu i participant, inspirat en la tragèdia grega, només que aquí el final és un triomf de l'amor sobre la mort: qui estima demanda la immortalitat i el Gran Amat de la faula, Crist, així ho promet als seus seguidors, és a dir als seus enamorats.

## Representacions
L'estrena va ser molt reeixida i es van fer set audicions, quatre més de les projectades, obtenint un benefici de 12.000 lires que foren entregades als pobres. Del 5 al 9 d'abril de 1899 es representà a Viena, el 5 de maig al Metropolitan Opera House de Nova York. el 5 de juny a Buenos Aires.
A Catalunya s'estrenà al Gran Teatre del Liceu el 3 de març de 1907 amb els cors de l'Orfeó Barcelonès.

## Seccions
- Preludio
- La malattia di lazzaro
- La dilezione - la consolazione[6]